# پاتریشیا مارگارت سلکرک
پاتریشیا مارگارت سلکرک، AC AAM (زادنام: کانل; متولد ۱۹۴۲)، یک زیست‌شناس گیاهی و بوم‌شناس استرالیایی است. حرفه او بر اکوسیستم‌های زمینی قطب جنوب و زیرقطب جنوب متمرکز بوده و به‌عنوان یکی از دانشمندان پیشرو زن استرالیایی در قطب جنوب شناخته می‌شود.

## زندگی و حرفه
پاتریشیا مارگارت کانل در نیوکاسل متولد شد و در دبیرستان دخترانه نارابین و کالج زنان دانشگاه سیدنی تحصیل کرد (دکترا، کارشناسی، کارشناسی ارشد).
پدر او، ویلیام فریزر (بیل) کانل (OBE), در دانشگاه ملبورن، دانشگاه لندن و دانشگاه ایلینوی تحصیل کرده بود و برای سال‌ها رئیس کرسی آموزش در دانشگاه سیدنی بود و بر تحقیقات آموزشی و تدریس تمرکز داشت.
مادر او، مارگارت لوید پک، در دانشگاه ملبورن و مؤسسه آموزش معلمان تحصیل کرده و سپس در دبیرستان ریاضیات و علوم تدریس کرده بود. سلکرک دو خواهر کوچک‌تر به نام‌های راوین کانل و هلن کانل دارد. او با هربرت دارتنال، زیست‌شناس قطبی، مورخ و نویسنده، ازدواج کرده است. او دو دختر دارد.
سلکرک در هر دو دانشگاه سیدنی و مک‌کواری، از جمله در حالت آموزش دانشگاه آزاد در دانشگاه مک‌کواری، سمت‌هایی داشت.
بین سال‌های ۱۹۷۹ تا ۲۰۰۵، سلکرک در ۱۸ سفر میدانی به قطب جنوب و جزایر زیرقطب جنوب شرکت کرد و در اکتشافات ملی قطبی استرالیا، فرانسه و نیوزیلند از جمله جزیره مک‌کواری، جزایر هرد، ایلس کرگولن، جزایر ویندمیل و دره‌های خشک مک‌موردو در قطب جنوب مشارکت داشت.

### تحقیقات و انتشارات
به‌عنوان یک زیست‌شناس گیاهی، پاتریشیا سلکرک بیش از ۸۰ مقاله در موضوعات متنوع مرتبط با قطب جنوب منتشر کرده است که شامل ژئومورفولوژی در مقیاس چشم‌انداز، تاریخچه پوشش گیاهی و گرده‌شناسی، و مطالعات دربارهٔ تولیدمثل گیاهان و ژنتیک، به‌ویژه در خزه‌ها می‌شود. او نویسنده اصلی کتاب تأثیرگذار سال ۱۹۹۰ با عنوان جزیره زیرقطبی مک‌کواری: محیط زیست و زیست‌شناسی بود که همراه با ر.دی. سپپلت و د.ر. سلکرک نگاشته شد.
او نخستین کسی بود که اهمیت مطالعه تأثیرات تغییرات اقلیمی بر جزایر زیرقطب جنوب را تشخیص داد.
سلکرک و همکارانش نشان دادند که جزیره مک‌کواری به دلیل ارتفاع کم خود، در آخرین حداکثر یخبندان به‌طور چشمگیری یخ‌زده نشده است. آن‌ها همچنین نرخ بالاآمدگی این جزیره را محاسبه کردند و تخمین زدند که جزیره حدود ۷۰۰ تا ۶۰۰ هزار سال پیش برای اولین بار از سطح اقیانوس ظاهر شده است.
در قطب جنوب و در همکاری با راد سپپلت، آن‌ها در شناسایی اهمیت بسترهای خزه (مناطق انبوه خزه که روی کلنی‌های قدیمی و متروکه پنگوئن رشد می‌کردند) نقش کلیدی داشتند و این منطقه را به‌عنوان یک SSSI (سایت دارای اهمیت ویژه علمی)، که اکنون منطقه حفاظت‌شده ویژه قطب جنوب شماره ۱۳۵ نام دارد، تأسیس کردند.
او همچنان تحقیقات خود را با همکاران پژوهشی استرالیایی و بین‌المللی ادامه می‌دهد، در حالی که پروژه‌های نظارت بلندمدت او با توجه به تغییرات اقلیمی کنونی اهمیت فزاینده‌ای پیدا می‌کنند. سلکرک در کمیته مشورتی علمی برنامه قطب جنوب استرالیا (۱۹۹۵–۲۰۰۱)، گروه ارزیابی تحقیقات قطب جنوب (AREG) و آکادمی ملی تحقیقات قطب جنوب استرالیا (ANCAR) فعالیت داشته است.

## پیشگامی در قطب جنوب
سلکرک یکی از اولین دانشمندان زنی بود که زمان قابل‌توجهی را صرف انجام تحقیقات میدانی در جزیره مک‌کواری کرد. در سال ۱۹۵۹، اولین دانشمندان زن (ایزابل بنت، سوزان اینگهام، مری گیلهم و هوپ مک‌فرسون) برای مدت کوتاهی در طول تأمین مجدد سالانه ایستگاه، از این جزیره بازدید کردند. آن‌ها هر روز از نلا دان کار می‌کردند. ایزابل بنت در سال‌های ۱۹۶۰، ۱۹۶۵ و ۱۹۶۵ سه بار دیگر به صورت کوتاه از این جزیره بازدید کرد. در سال ۱۹۷۶، اولین پزشک زن (زویی گاردنر) یک سال را در جزیره سپری کرد و پس از او جینی لدینگهم در سال ۱۹۷۷ و لین ویلیامز در سال ۱۹۷۹ حضور داشتند. در سال ۱۹۷۹/۸۰، دانشمندان سلکرک و جنی اسکات (که آن زمان دانشجوی دکترا بود) پنج ماه را در این جزیره به کار گذراندند. او سرپرست تحصیلات تکمیلی اکولوژیست قطبی دانا برگستروم بود.
سلکرک همچنین اولین دانشمند زن در برنامه قطب جنوب استرالیا بود که زمان قابل‌توجهی را در یک ایستگاه قطبی صرف کار کرد. قبل از اولین تابستان او در ایستگاه کیسی ۱۹۸۲/۸۳، تنها یک پزشک زن (لوئیس هالیدی) در زمستان سال ۱۹۸۱ در ایستگاه دیویس اقامت داشت.